# Megalopalpus metaleucus
Megalopalpus metaleucus är en fjärilsart som beskrevs av Karsch 1893. Megalopalpus metaleucus ingår i släktet Megalopalpus och familjen juvelvingar. Inga underarter finns listade i Catalogue of Life.